# Marinus Wanewar
Marinus Maryanto Wanewar (sinh ngày 24 tháng 2 năm 1997, ở Sarmi) là một cầu thủ bóng đá người Indonesia thi đấu cho Persipura Jayapura ở Liga 1 ở vị trí Tiền đạo.

## Sự nghiệp

### Persipura Jayapura
Marinus có màn ra mắt với Persipura Jayapura, khi Persipura Jayapura thi đấu trước Bhayangkara F.C.. Anh ghi bàn thắng đầu tiên vào phút 52, nhưng khi ăn mừng bàn thắng đầu tiên của mình, anh lại nhận một thẻ đỏ vì trước đó đã nhận một thẻ vàng. Marinus cho rằng vì quá phấn khích vì bàn thắng sau khi nhận đường chuyền tốt từ thần tượng thời thơ ấu của mình là Boaz Solossa.
Anh cho rằng, "Khi ăn mừng, tôi không nhớ là mình đã nhận một thẻ vàng, và tôi cũng không ngờ mình nhận thẻ đỏ. Tôi quá vui mừng khi nhận được bóng từ Boaz để ghi bàn".

## Sự nghiệp quốc tế
Anh có màn ra mắt quốc tế cho đội tuyển quốc gia ngày 8 tháng 6 năm 2017, trước Campuchia.

### Bàn thắng quốc tế
Bàn thắng U-23 quốc tế
| # | Ngày                | Địa điểm                                               | Đối thủ    | Bàn thắng | Kết quả | Giải đấu                                        |
| - | ------------------- | ------------------------------------------------------ | ---------- | --------- | ------- | ----------------------------------------------- |
| 1 | 21 tháng 7 năm 2017 | Sân vận động Quốc gia, Băng Cốc, Thái Lan              | Mông Cổ    | 2–0       | 7–0     | Vòng loại giải vô địch bóng đá U-23 châu Á 2018 |
| 2 | 20 tháng 8 năm 2017 | Sân vận động MP Selayang, Selangor, Malaysia           | Đông Timor | 0–1       | 0–1     | Đại hội Thể thao Đông Nam Á 2017                |
| 3 | 20 tháng 2 năm 2019 | Sân vận động Olympic Phnôm Pênh, Phnôm Pênh, Campuchia | Malaysia   | 1–0       | 2–2     | Giải vô địch bóng đá U-22 Đông Nam Á 2019       |
| 4 | 22 tháng 2 năm 2019 | Sân vận động Olympic Phnôm Pênh, Phnôm Pênh, Campuchia | Campuchia  | 1–0       | 2–0     | Giải vô địch bóng đá U-22 Đông Nam Á 2019       |
| 5 | 22 tháng 2 năm 2019 | Sân vận động Olympic Phnôm Pênh, Phnôm Pênh, Campuchia | Campuchia  | 2–0       | 2–0     | Giải vô địch bóng đá U-22 Đông Nam Á 2019       |

## Danh hiệu

### Persipura Jayapura
- Indonesia Soccer Championship A: 2016